# 구룡로 (충주시)
구룡로(Guryong-ro)는 충청북도 충주시 산척면 서곡교차로에서 충청북도 충주시 소태면까지를 잇는 도로이다. 도로 이름은 충청북도 충주시 소태면 구룡리에서 따왔다.

## 주요 경유지
충청북도
- 충주시 (산척면, 엄정면, 소태면)

## 노선
| 이름        | 접속 노선                | 소재지 | 소재지                    | 비고                 |
| ----------- | ------------------------ | ------ | ------------------------- | -------------------- |
| 서곡 교차로 | 국도 제19호선 (충원대로) | 충주시 | 산척면                    |                      |
| 주촌교      |                          | 충주시 | 엄정면                    |                      |
| 목계삼거리  | 첨단산업로               | 충주시 | 엄정면                    | 지방도 제599호선구간 |
| 월촌삼거리  | 덕은로                   | 충주시 | 소태면                    | 지방도 제599호선구간 |
| 양촌삼거리  | 소태로                   | 충주시 | 소태면                    |                      |
| 양촌교      |                          | 충주시 | 소태면                    |                      |
| 야동삼거리  | 동막강현길               | 충주시 | 소태면                    |                      |
| 구룡교      |                          | 충주시 | 소태면                    |                      |
| 구룡삼거리  | 구룡고개길               | 충주시 | 소태면                    |                      |
| 구룡 교차로 | 국도 제19호선 (충원대로) | 충주시 | 소태면                    |                      |
| 소태재      |                          | 충주시 | 소태면                    |                      |
| 황산교      |                          | 충주시 | 소태면                    |                      |
|             | 원주시                   | 귀래면 |                           |                      |
| (이름없음)  | 원주시                   | 귀래면 | 지방도 제531호선 (부귀로) |                      |